# Ativismo transgênero

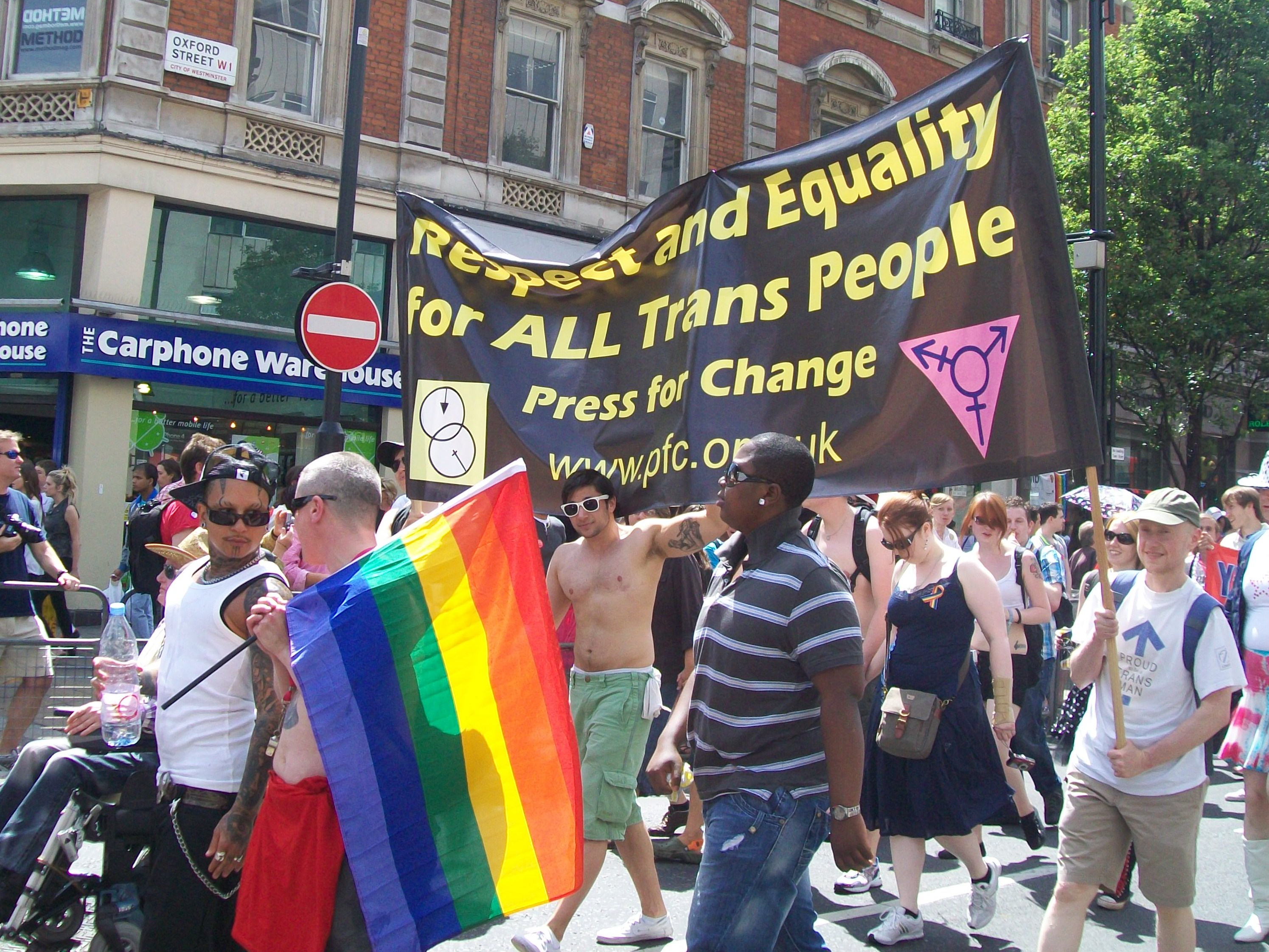
London Pride, 3 de julho de 2010. A faixa que a multidão está segurando diz: "Respeito e Igualdade para TODAS as Pessoas Trans. Press for Change"

O movimento pelos direitos das pessoas trans ou transativismo é um movimento de ativismo para promover o status legal transgênero e eliminar a discriminação e a violência contra as pessoas transgênero no que diz respeito a habitação, empregabilidade, acomodações públicas, educação, direitos, assistência social e atendimento médico. Um objetivo importante do ativismo trans é permitir alterações nos documentos de identificação para se adequem com a identidade de gênero atual de uma pessoa sem a necessidade de cirurgia de afirmação de gênero ou quaisquer requisitos médicos, o que é conhecido como autoidentificação de gênero. Isso faz parte dos movimentos mais amplos dos direitos LGBT.

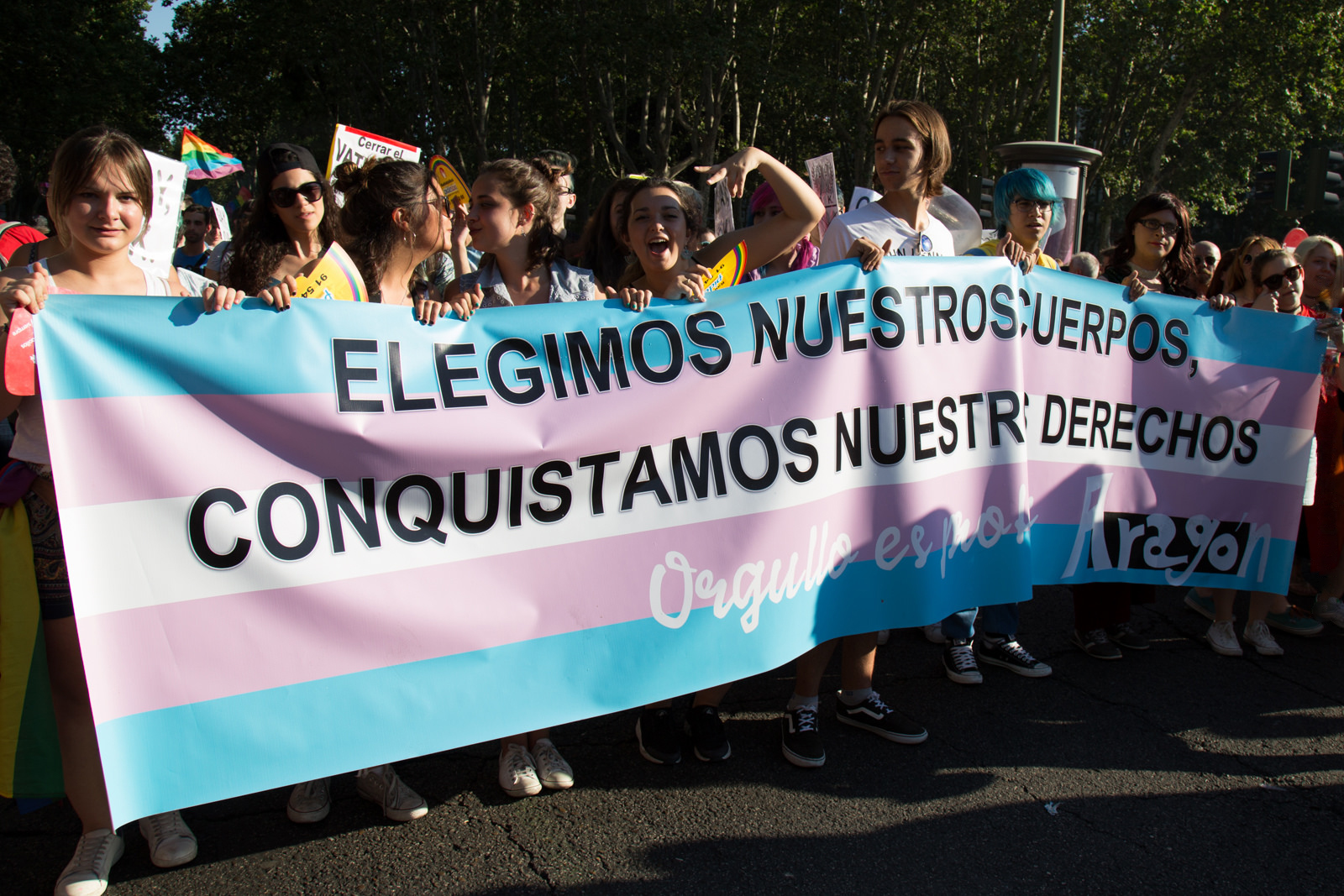
Madrid Pride 2016. A faixa que a multidão segura juntos diz: "Escolhemos nossos corpos, conquistamos nossos direitos"

## História
Identificar os limites de um movimento trans tem sido motivo de debate. Convencionalmente, evidências de uma identidade política codificada surgem em 1952, quando Virginia Prince, uma mulher trans, juntamente de outros, lançou Transvestia: The Journal of the American Society for Equality in Dress. Esta publicação é considerada por alguns como o início do movimento pelos direitos das pessoas transgênero nos Estados Unidos, no entanto, levaria muitos anos antes que o termo "transgênero", em si, se tornasse de uso comum.
Nos anos que antecederam a rebelião de Stonewall, outras ações em prol dos direitos LGBT haviam ocorrido.
No Brasil, por exemplo, João W. Nery foi o primeiro homem trans a realizar a cirurgia de redesignação sexual em 1977. Já em 1979, foi fundado a primeira organização de travestis do Brasil, chamada Associação de Travestis e Liberados – ASTRAL.
Pessoas não conformes de gênero, como o cena drag king Stormé DeLarverie, e a autodeclarada "queen de rua" Marsha P. Johnson estavam na vanguarda dos motins, com DeLarverie amplamente considerada a pessoa cuja luta com a polícia foi o estopim para a multidão revidar. Testemunhas da revolta também colocam ativistas transgênero iniciais e membros da Frente de Libertação Gay, Zazu Nova e Jackie Hormona, juntamente de Johnson, como combatentes "na vanguarda" da resistência contra a polícia nas várias noites da revolta.
Marsha P. Johnson mais tarde cofundou a Ação Revolucionária das Travestis de Rua com uma amiga próxima, Sylvia Rivera. As primeiras definições de Rivera sobre o termo "transgênero" eram muito amplas, incluindo todas as pessoas que não se conformam com o gênero. Rivera continuou sendo uma defensora dos direitos transgênero e da inclusão de proteção para pessoas trans em todas as legislações de direitos LGBT até sua morte em 2002.
Na década de 1980, a transexualidade se tornou mais amplamente conhecida.
Em 1992, Leslie Feinberg imprimiu e distribuiu um panfleto intitulado "Liberdade Transgênero: Um Movimento Cuja Hora Chegou". O panfleto de Feinberg começa chamando a comunidade trans de "o mais marginalizado da margem". Ele também foi cofundador da organização LGBTQ+ do Estado Operário, a qual buscava o apoio do movimento trabalhista para igualdade para trabalhadores trans.
Em 2004, o documentário The Cockettes foi lançado. Ele conta a história do grupo teatral de San Francisco, que incluía os ativistas travesti Sylvia Rivera e drag queen Rumi Missabu. O filme inclui imagens de arquivo das próprias estrelas e descreve o The Cockettes como um grupo de drag queens radicais que também eram ativistas pelos direitos dos transgênero. O filme também documenta a pressão para desvincular o movimento dos transgênero do movimento de direitos homossexuais e a cissexismo endêmica em 1970.
Em 2006, Angela Morley se tornou a primeira mulher transgênero a ser nomeada para o Oscar por sua contribuição musical.
Nos Estados Unidos, houve uma série de políticos transgênero eleitos desde 1999. Alguns dos mais notáveis incluem Christine Hallquist, eleita em Vermont em 2019, Danica Roem, eleita na Virgínia em 2017, e Sarah McBride, eleita em Delaware em 2020. Em 2020, a revista Time nomeou McBride uma de suas Pessoas do Ano.
Em 2020, a Suprema Corte dos Estados Unidos decidiu no caso Bostock v. Clayton County, Georgia que a discriminação com base na orientação sexual ou identidade de gênero era uma forma de discriminação de gênero proibida pela Lei de Direitos Civis de 1964. Esta foi uma vitória significativa para os direitos das pessoas trans nos Estados Unidos.
Em 2021, o governo da Espanha aprovou um projeto de lei de autodeterminação de gênero que permitiria às pessoas trans maiores de 16 anos alterar seu gênero legalmente, sem a necessidade de um diagnóstico médico ou terapia. Este é um exemplo do movimento pelos direitos das pessoas trans em busca de leis que permitam a autodeterminação de gênero.

## Direitos legais

Territórios no mundo que reconhecem a autoidentificação de gênero

O movimento pelos direitos das pessoas transgênero tem feito campanha por mudanças nas leis para melhor proteger e reconhecer as pessoas trans. Isso inclui a eliminação de requisitos médicos e psicológicos para a mudança de sexo legal, permitindo a autodeterminação de gênero, expandindo as proteções antidiscriminação em áreas como emprego, habitação e serviços públicos, bem como garantindo acesso a cuidados de saúde adequados.
No que diz respeito à identificação de gênero e documentos legais, o movimento frequentemente defende a autoidentificação de gênero. Isso significa que as pessoas transgênero têm o direito de declarar seu gênero com base em sua identidade de gênero, sem a necessidade de cirurgia de afirmação de gênero ou outros requisitos médicos. Muitos países e regiões adotaram políticas de autoidentificação de gênero para documentos legais, como carteiras de identidade e passaportes.
As leis que protegem as pessoas transgênero contra a discriminação variam amplamente em todo o mundo. Em alguns países, as proteções legais são abrangentes e incluem várias áreas, como emprego, educação e serviços públicos. Em outros lugares, as proteções podem ser limitadas ou inexistentes. O movimento pelos direitos das pessoas transgênero busca a expansão das proteções legais em todos os aspectos da vida cotidiana.
Além disso, a luta pelos direitos das pessoas transgênero também inclui garantir o acesso a cuidados de saúde de qualidade, incluindo serviços relacionados à transição de gênero, como terapia hormonal e cirurgia. Isso é crucial para garantir que as pessoas trans tenham acesso a cuidados de saúde adequados e possam viver de acordo com sua identidade de gênero. Incluindo o acesso ao banheiro, que muitas vezes pode ser negado.

## Ativismo e organizações
Existem inúmeras organizações e grupos ativistas em todo o mundo que trabalham em prol dos direitos das pessoas transgênero. Alguns exemplos notáveis incluem:
- GLAAD (Gay & Lesbian Alliance Against Defamation): uma organização de mídia que trabalha para acelerar a aceitação da comunidade LGBT, incluindo as pessoas trans, por meio da promoção de histórias precisas e inclusivas na mídia.[28]
- Antra (Associação Nacional de Travestis e Transexuais): instituição voltada à causa da população trans e travesti no Brasil.[29]
- ILGA Portugal: instituição portuguesa baseada na Associação Internacional de Gays e Lésbicas, que defende pessoas transgénero e não binárias.[30]
- National Center for Transgender Equality (NCTE): uma organização dedicada a promover políticas e leis que garantam a igualdade de direitos e tratamento justo para pessoas transgênero.
- PFLAG (Parents, Families and Friends of Lesbians and Gays): embora originalmente focada em apoio a famílias de pessoas LGBT, a PFLAG também desempenha um papel na defesa dos direitos das pessoas transgênero.[31]
- Transgender Europe (TGEU): uma organização que se concentra na promoção dos direitos humanos das pessoas trans na Europa e na luta contra a discriminação e patologização.[32]

Essas são apenas algumas das muitas organizações e grupos envolvidos no ativismo pelos direitos das pessoas transgênero. Cada uma delas desempenha um papel vital na luta por igualdade e justiça para a comunidade transgênero. O ativismo pelos direitos das pessoas transgênero tem uma longa história de luta pela igualdade, dignidade e reconhecimento. O movimento tem feito progressos significativos, mas desafios persistentes e discriminação continuam a ser uma realidade para muitas pessoas transgênero em todo o mundo. O ativismo transgênero é uma parte essencial da luta contínua por direitos humanos e igualdade para todas as pessoas, independentemente de sua identidade de gênero.

## Ativistas trans notáveis
Uma breve lista de personalidades trans que são ativistas notórias.
- Erika Hilton, deputada federal do Brasil.[35]
- Laverne Cox, atriz estadunidense de Orange Is the New Black.[36]
- Chaz Bono, escritor estadunidense filho da Cher.[37]